# 渡邉亜弥
渡邉 亜弥（わたなべ あや、1992年8月12日 - ）は、福岡県出身で三菱電機コアラーズに所属する女子バスケットボール選手である。ポジションはガード／フォワード。

## 来歴
福岡中学校卒業後、福岡大学附属若葉高等学校を経て、2011年、三菱電機コアラーズに入団。
2014年、仁川アジア大会に出場する日本代表に選出される。
2018年、女子日本代表候補に選出される。
2019年、A代表に初招集され、アジアカップ優勝メンバーとなった。
Wリーグでは2018-19シーズンから3シーズン連続でベスト5に選出されている。

## 経歴
- 福岡大若葉高校 - 三菱電機（2011年〜）

## 日本代表歴
- 2014年アジア競技大会3位
- 2018年アジア競技大会3位
- 2019年FIBA女子アジアカップ優勝
- 2019 東京五輪アジア・オセアニア地区プレ予選大会[5]